# Huella de carbono

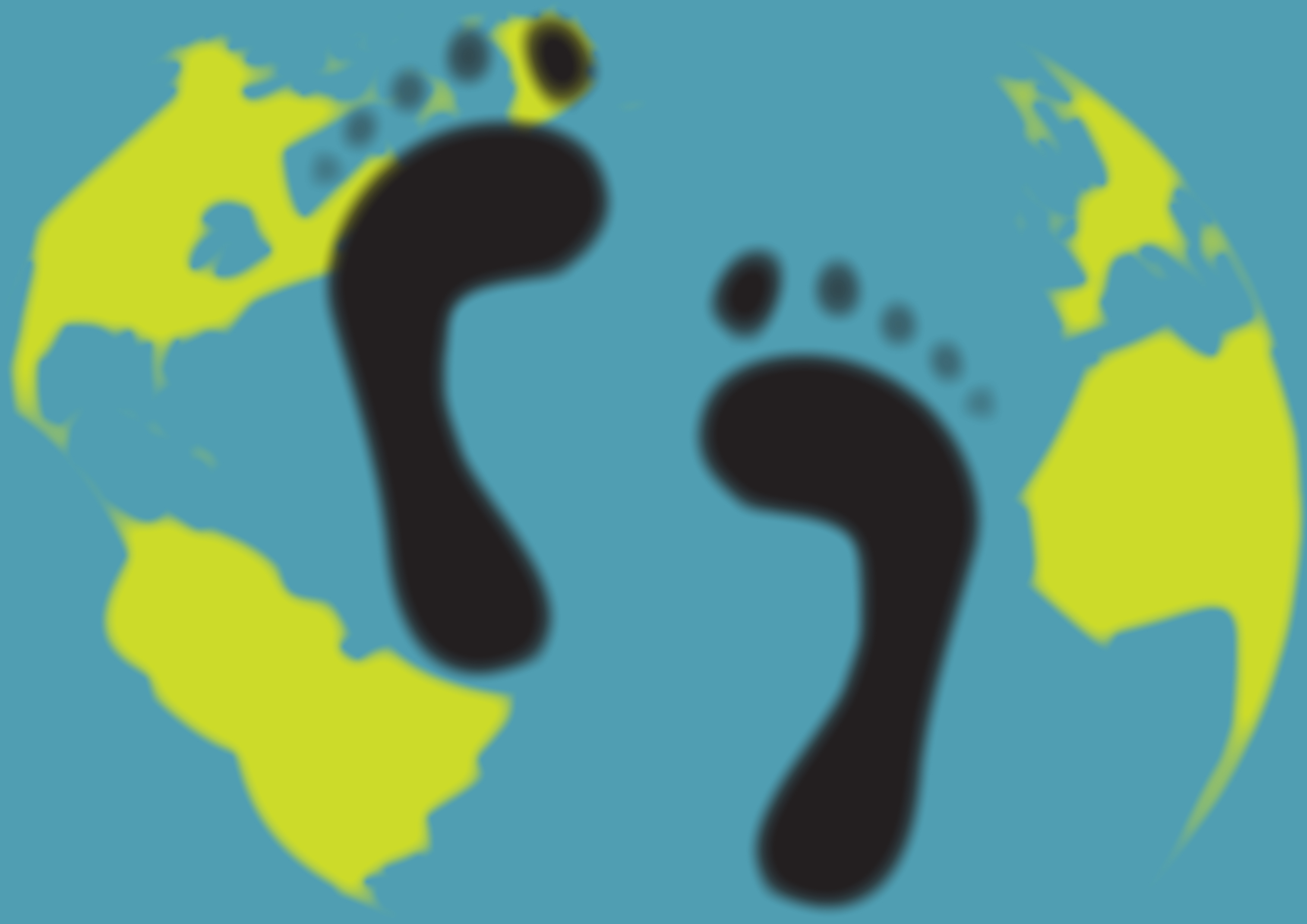
Símbolo representativo de la huella de carbono.

Huella de carbono es un indicador ambiental que pretende reflejar «la totalidad de gases de efecto invernadero (GEI) emitidos por efecto directo o indirecto de un individuo, organización, evento o producto». Tal impacto ambiental es medido llevando a cabo un inventario de emisiones de GEI o un análisis de ciclo de vida según la tipología de huella, siguiendo normativas internacionales reconocidas, tales como ISO 2007, ISO 14069, ISO 14067, PAS 2050 o GHG Protocol, entre otras. La huella de carbono se mide en masa de CO₂ equivalente. Una vez conocido el tamaño y la huella, es posible implementar una estrategia de reducción o compensación, públicos o privados.

## Historia
Concepto de "huella de carbono" fue acuñado por la séptima mayor empresa petrolera, British Petroleum, que creó la primera calculadora en línea de huellas de carbono en su propio sitio web, en 2004, y la misma petrolera fue la primera en popularizar el concepto de huella de carbono mediante una gran campaña publicitaria en el 2005.  La campaña fue concebida por la agencia publicitaria Ogilvy.

## Estándares utilizados en la medición

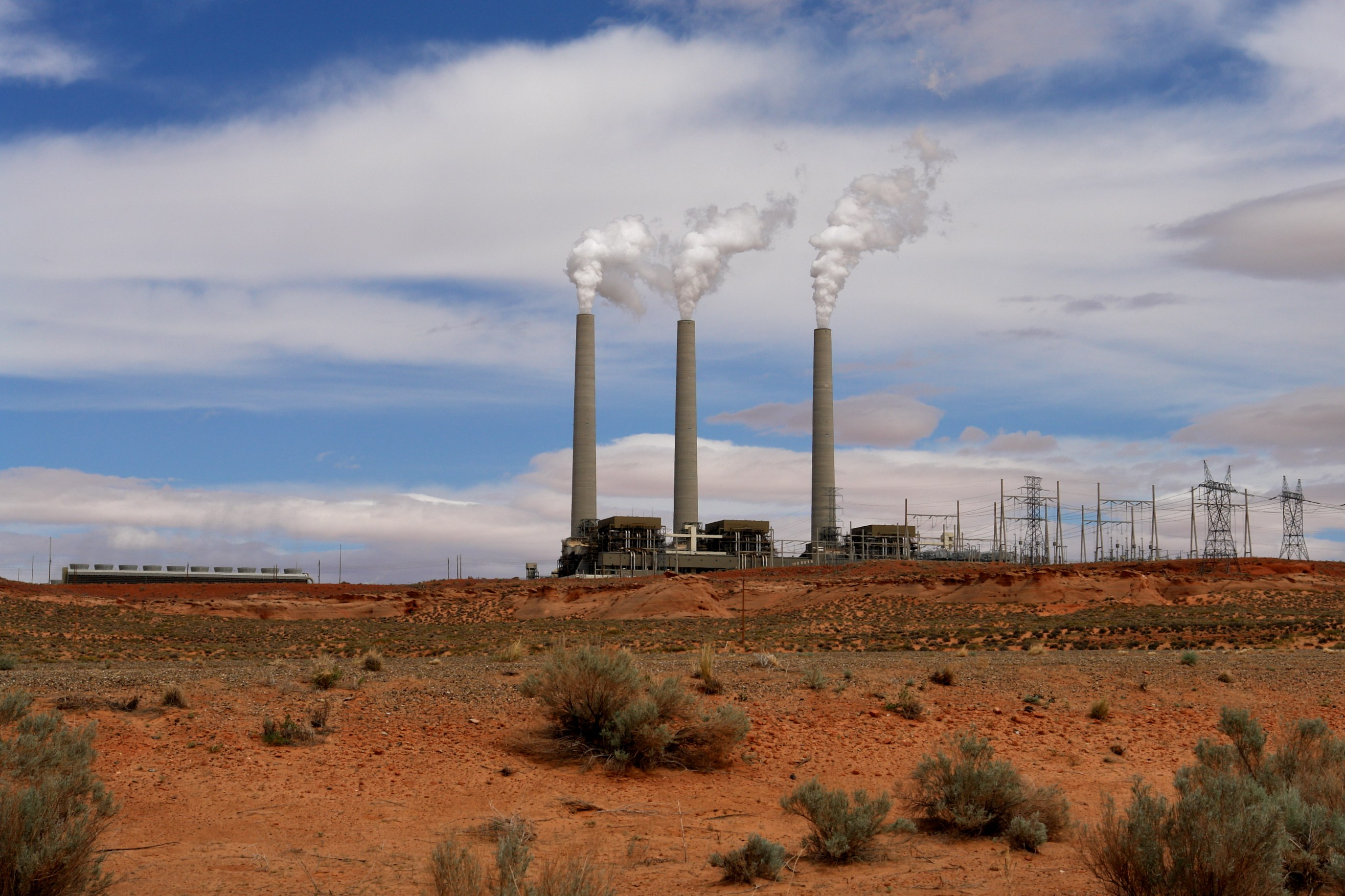
Todo proceso productivo implica emisiones

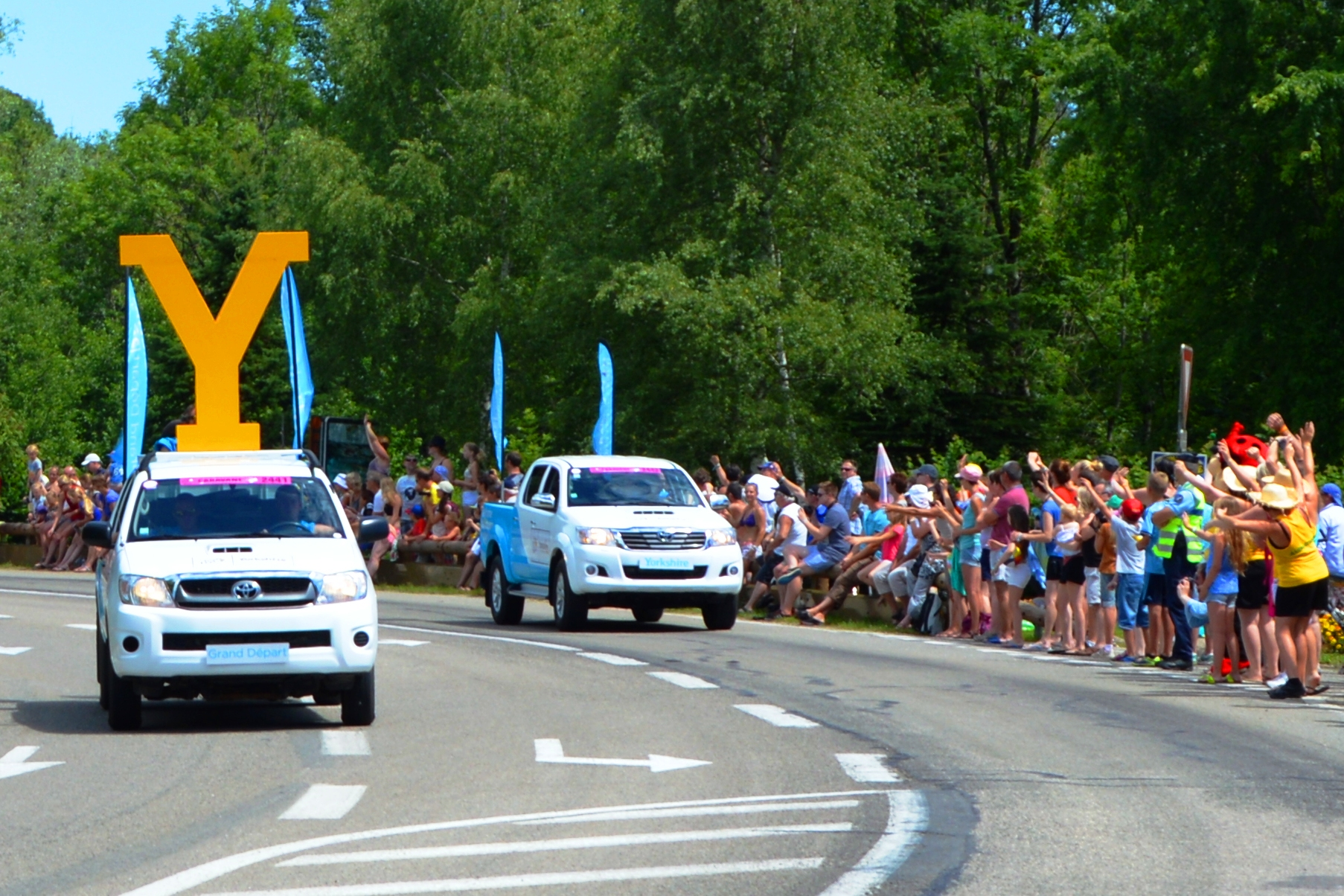
Todo proceso humano implica emisiones

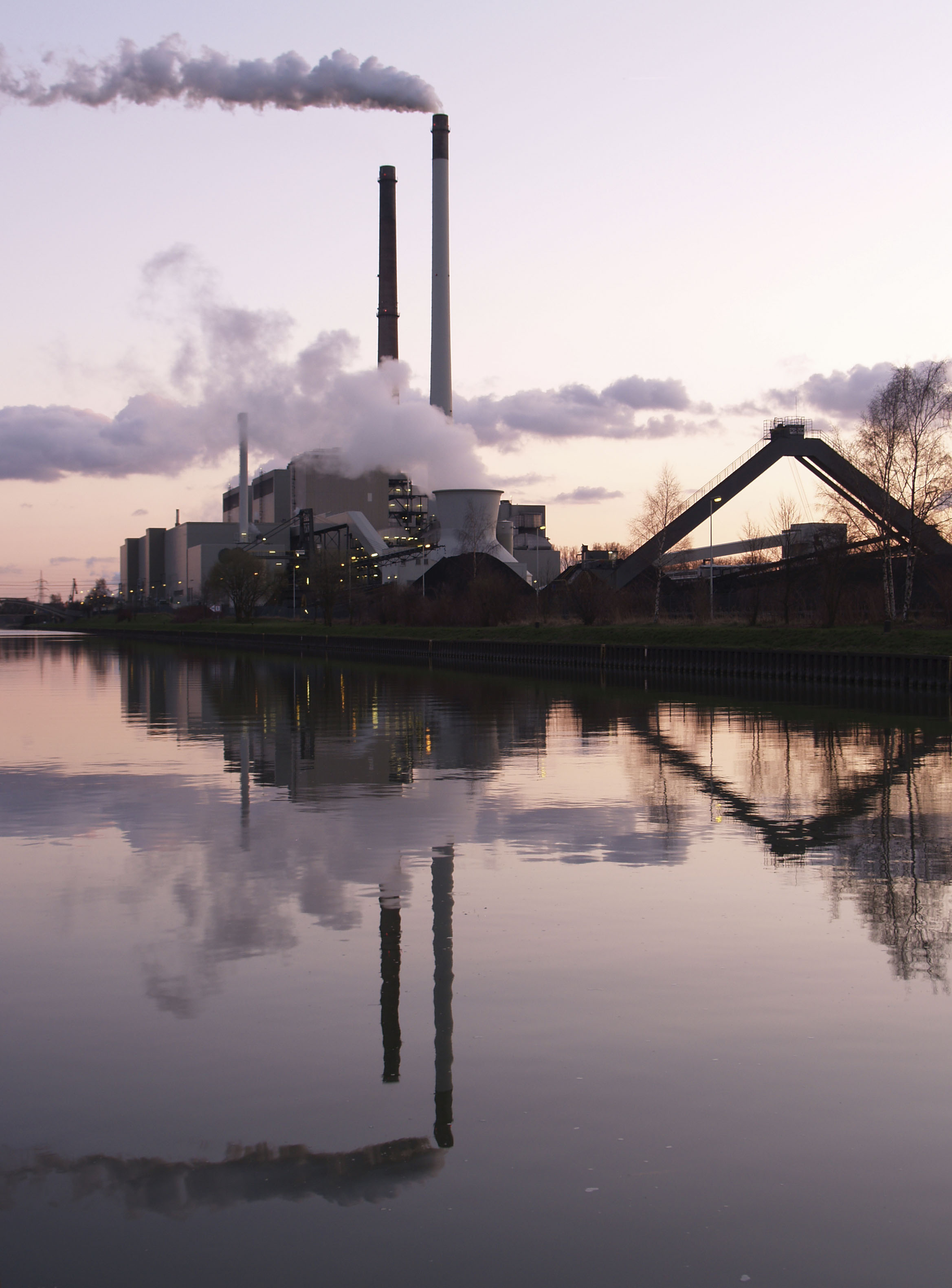
Central de producción eléctrica a base de carbón (Datteln, Alemania). Este tipo de central puede producir del orden de 1000 gCO_{2}/kWh.

Los estándares internacionales se pueden agrupar dependiendo si la certificación corresponde a una organización o a un producto:
- Huella de carbono de una organización. Se analizan las emisiones de GEI de una organización a lo largo de un año o periodo determinado, generando un inventario de las mismas. Los estándares más utilizados son: GHG Protocol[8] e ISO 14064-1.[9]
- Huella de carbono de productos o servicios. Se analizan todas las emisiones de GEI realizadas durante el Ciclo de Vida del producto o servicio analizado. Los estándares más utilizados son: PAS 2050:2011, ISO/TS 14067:2013, con el apoyo de ISO 14040 e ISO 14044 para la elaboración del Análisis de Ciclo de Vida.

## Organismos certificadores en América Latina
- Enviro-Mark Solutions Limited, empresa perteneciente al gobierno de Nueva Zelanda posee las acreditaciones para certificar ISO 14064-1 y PAS2050.
- Carbon Trust, perteneciente al gobierno de Reino Unido posee la acreditación para certificar PAS2050.

## Huella de carbono de organización
El Inventario de Gases de Efecto Invernadero de una organización, también denominado Huella de Carbono de Organización, es un informe donde se indican las emisiones de GEI realizadas por la organización objeto de estudio durante un periodo determinado, generalmente un año natural. Este inventario se realiza siguiendo estándares internacionales, principalmente GHG Protocol o la norma ISO 14064-1. Estos dos estándares contabilizan las emisiones de forma similar, diferenciándose principalmente en detalles a la hora de detallar y desglosar el informe final de inventario.
Para las organizaciones se diferencian tres tipos de emisiones:
- Emisiones de Alcance 1 también denominadas Emisiones Directas. Son los gases de efecto invernadero emitidos de forma directa por la organización, por ejemplo por el uso de combustibles fósiles en maquinaria o vehículos propiedad de la organización, por pérdidas de gases refrigerantes, o por reacciones químicas durante los procesos productivos de la organización.
- Emisiones de Alcance 2 o Emisiones Indirectas por Energía. Son los gases de efecto invernadero emitidos por el productor de la energía requerida por la organización. Dependen tanto de la cantidad de energía requerida por la organización como del Mix energético de la red que provee a la organización.
- Emisiones de Alcance 3 también denominadas Otras Emisiones Indirectas. Son las atribuibles a los productos y servicios adquiridos por la organización, que a su vez habrán generado emisiones previamente para ser producidos. Son las más difíciles de contabilizar debido a la gran cantidad de productos y servicios utilizados por las organizaciones y a la dificultad en conocer los emisiones de estos productos o servicios si no son aportadas por el propio productor.

Dentro del Inventario de Emisiones de una organización también se deben contabilizar las Remociones o absorciones de CO₂. Para poder ser contabilizadas, estas absorciones deben ser debidas directamente a la actividad de la organización, y se contabilizan por separado, no "restan" emisiones. La compensación de emisiones no es una absorción de CO₂, por tanto no se deben contabilizar dentro de un inventario, aunque la organización sí puede informar de sus compensaciones si las ha realizado.
Los Inventarios de Emisiones de GEI deben contener como mínimo las emisiones de Alcance 1 y Alcance 2, y pueden ser verificadas por una entidad de verificación acreditada.
Los Inventarios de Emisiones se referirán siempre a un "Año Base", indicando el aumento o reducción de emisiones del año del informe comparado con el Año Base. Si la organización realiza un inventario por primera vez, ese será su año base.

### Registro Público de Huella de Carbono (España)
En 2014 el Gobierno de España creó el Registro de huella de carbono, compensación y proyectos de absorción de CO₂. Este registro es gratuito y voluntario, y está gestionado por la Oficina Española de Cambio Climático. Orientado principalmente a las pequeñas y medianas empresas, permite la obtención de un Sello Oficial emitido por la OECC que indica si la empresa ha calculado, reducido o compensado su huella. El primer año que la empresa se inscribe en el registro no puede obtener el sello de emisiones reducidas, pero sí debe presentar un plan de reducción de emisiones, que le permitirá obtener el sello de reducción en posteriores inscripciones en el registro.
En este registro se deben indicar al menos las emisiones de Alcance 1 y de Alcance 2.
Aquellas empresas que incluyan además el Alcance 3 o que sean una gran empresa, deben además adjuntar un certificado de que sus emisiones han sido verificadas por una entidad certificadora acreditada.

### Medición de la Huella de Carbono (Argentina)
Hace varios años en Argentina se realizan mediciones de la huella de carbono en diversos ámbitos de la actividad productiva. En junio de 2008 la Secretaría de Ambiente y Desarrollo Sustentable publicó un documento en el que informa que la huella de carbono de un argentino con consumo promedio es de 5.71 Tm de CO₂ al año. 
Se pueden encontrar otros informes que dan cuenta de los avances y el compromiso de diferentes sectores con la disminución de GEI en distintos ámbitos de la vida del país. En 2015 la Red Argentina de Municipios frente al Cambio Climático, junto a la Universidad Nacional del Noroeste de Buenos Aires publica el informe Medición de la Huella Carbono Institucional que da cuenta de la cantidad de GEI producidos por ellos mismos y plantea políticas para la reducción del impacto ambiental. El Ministerio de Agroindustria de la provincia de Buenos Aires, en 2017, realizó un estudio interno para establecer el impacto de su actividad en el cambio climático y líneas de acción para disminuir la emisión de GEI. También podemos encontrar datos producidos ese año, sobre la huella de Carbono en el sector del Maíz, en un trabajo del Banco de Desarrollo de América Latina, o sobre la producción de vino Malbec en un análisis de Naciones Unidas. Al año siguiente, ese organismo publicó el Manual de Aplicación de la Huella de Carbono que se propone como herramienta, en el marco del Plan Provincial de Bioeconomía, para reducir el impacto de las actividades del sector agroproductivo en el cambio climático, en pos de una producción más sustentable. Ese mismo año, el INTA realiza una investigación sobre Medir la huella de carbono de la carne vacuna.

## Huella de carbono personal

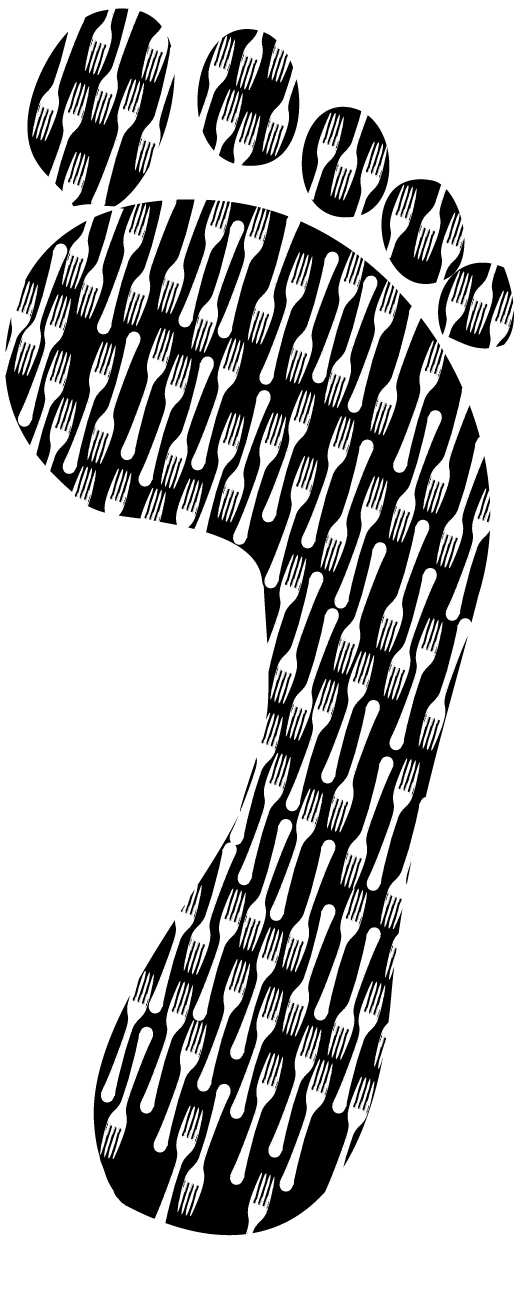
Ilustración de la huella de carbono

La huella de carbono personal es una herramienta, que permite al individuo evaluar sus emisiones de gases de efecto invernadero. Nacida bajo el liderazgo de Jean-Marc Jancovici, ha sido puesta en línea en 2007 por ADEME y el Clima Futures Association. Permite que cualquier persona pueda calcular con precisión las emisiones de gases de efecto invernadero inducidas por sus acciones, y por lo tanto su participación en el calentamiento global en todos los ámbitos de su vida.
La calculadora personal de la huella de carbono tiene todo en cuenta, "desde las compras de calzado a las vacaciones esquiando, pasando por la calefacción y la carne que se consume.

### Descripción
Con, normalmente, su factura anual de gas, la electricidad, su kilometraje (aproximado) de avión y automóvil (el sitio web tiene una lista de distancias de ciudad a ciudad de todo el mundo), y con el consumo de alimentos, productos y servicios, el sitio permite conocer todos los detalles de sus propias emisiones de gases de efecto invernadero (incluyendo el metano expedido por la crianza de los animales que se consumen)
El sitio permite primero, si se desea, crear un alias para proteger la información, lo cual es útil si se desea corregir después algunas de las emisiones para, por ejemplo, comparar la eficacia de los esfuerzos que se planeen..

### Cuestionario
El cuestionario está dividido en 4 partes, que para un ciudadano medio, cada uno corresponde a 1/4 de las emisiones de gases de efecto invernadero.
- Alojamiento: Evitar el uso excesivo de la energía eléctrica.
- Transporte: Moderar el uso de transporte.
- Alimentación: Procurar comer más fruta y evitar en lo posible la carne.
- Consumo: con el consumo de aparatos eléctricos, utilizar la computadora cuando sea necesario.

### Otras iniciativas en el mundo
Existen en el mundo otras iniciativas similares, como en Reino Unido con el sitio "Actonco2" o los Estados Unidos con la página "Personal Emissions Calculator".
- El sitio en EE. UU. ‘'Personal Emissions Calculator[22] solo calcula las emisiones de CO₂ (como afirma en su introducción, el cálculo de la "las emisiones de gases de efecto invernadero") de solo la casa y el uso del coche, pero no tiene en cuenta las emisiones de los alimentos (incluyendo la carne), ni los de la compra de equipos de tecnología (computadoras, televisores, equipo de música, cámaras, ordenadores portátiles, etc...), o los de los viajes en avión... Así, lo que pretende ser una calculadora de emisiones individual no toma en cuenta más que la mitad o menos de las emisiones reales de un individuo determinado... (Pues las emisiones causadas por los alimentos o los suministros en la vida cotidiana ya representan la mitad de todas las emisiones).

- El sitio Inglés "Actonco2",[20] calcula con un poco más de detalle la parte de la vivienda y el transporte, y calcula vagamente las emisiones de CO₂ de los viajes en avión (pero para el avión es necesario tener en cuenta otros gases) y no calcular la parte esencial de los alimentos, ni el consumo general (suministros, muebles, ropa, actividades recreativas) fuera de los ordinarios. Así, la calculadora de CO₂ tiene en cuenta probablemente un poco más de la mitad de las emisiones reales de un individuo determinado...

La huella de carbono personal permite tener en cuenta todos los aspectos de la vida de un individuo, y en detalle, no solo para calcular las emisiones de CO₂, sino de todos los gases de efecto invernadero, y esto con una desviación calculada para cada parte. Lo que permite a la persona tener una visión global de su participación en el calentamiento global.
En Argentina se viene trabajando sobre el cálculo y el registro de la huella de carbono en diferentes intentos. Los avances son tímidos pero van bien orientados, algunos de ellos disponible en el sitio web del Ministerio de Ambiente y Desarrollo Sostenible, como por  ejemplo el Inventario Nacional de Gases de Efecto Invernadero.

### Problemas, perspectivas
Este tipo de herramienta se basa todavía en extrapolaciones medias y seguramente será mejorada en el futuro.
Por ejemplo, en la huella del uso de Internet: La huella carbono en Internet de una búsqueda a través de un buscador como Google varía a hoy de 2 a 7 g (calculado por Alex Wissner-Gross de la Universidad de Harvard, físico, autor del proyecto « CO2stat,"que calcula el impacto de un sitio web de acuerdo a la potencia de su servidor y al número de visitantes, ofreciendo a sus clientes la compra compensatoria equivalente a la energía consumida por el sitio (una fuente de energía eléctrica limpia y segura; solar o eólica).
Para una búsqueda en Google o una visita a una página, el consumo de Internet en realidad varía mucho dependiendo de diversos factores (incluyendo la presencia de vídeo, animación o juego para utilizar por varios jugadores; El ordenador personal consume la mayor parte, seguido por el intercambio de datos (dependiendo de la distancia, y el soporte (fibra óptica o no.), la operación de los servidores, y de los data centers). 
El ordenador se convierte así en una fuente de gases de efecto invernadero. Esto tiene que ser sin embargo sopesado con el impacto positivo de la red en términos de transmisión y en evitar las emisiones de otros gases de efecto invernadero gracias al teletrabajo o al trabajo colaborativo.

## Huella de carbono de un producto
Este método evalúa las emisiones que genera todo el proceso de producción de algún producto o servicio. En algunos casos también, llega a tomar en cuenta al uso del mismo o las actividades realizadas durante el servicio. Este enfoque ha tenido un gran impacto en Europa y Japón y últimamente en países exportadores, pues son lugares donde la producción de bienes es muy alta. 

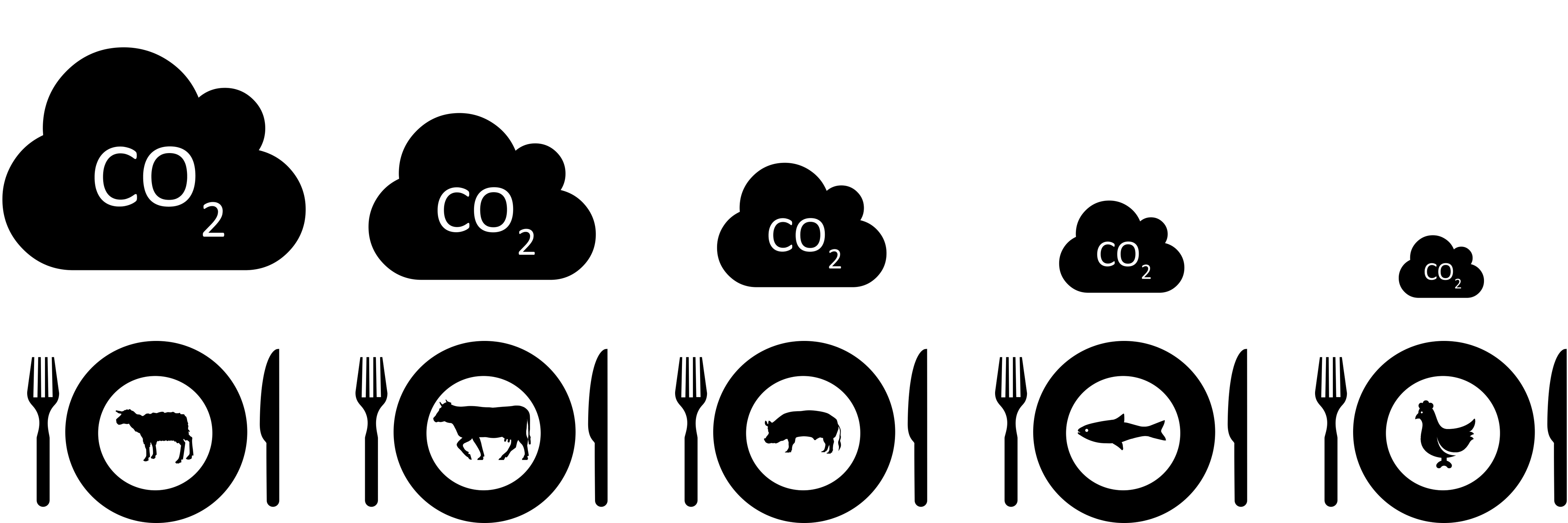
Comparación de la huella de carbono entre tipos de carne.

Las huellas de carbono de los productos deben asociarse con un alcance o límite, siendo los más comunes: 
- De la cuna a la puerta: se utiliza principalmente para productos business-to-business (de empresa a empresa) (B2B). Mide las emisiones totales de gases de efecto invernadero desde la extracción de materias primas pasando por la fabricación del producto hasta la puerta de la fábrica.
- De la cuna a la tumba: se utiliza principalmente para productos business-to-consumer (de empresa a consumidor) (B2C). Mide las emisiones totales de gases de efecto invernadero desde la extracción de materias primas hasta la fabricación, distribución, uso y eliminación final del producto.[27]

Según el Ministerio del Medio Ambiente de Chile, una de las metodologías para llevar a cabo una evaluación de la huella de carbono de un producto o servicio, es la de las especificaciones para la evaluación del ciclo de vida de las emisiones de gases de efecto invernadero de bienes y servicios (PAS 2050:2011) desarrollada por la BSI Group a petición del Gobierno del Reino Unido.

## Huella de carbono de eventos
Otro enfoque muy importante son los eventos que se llevan a cabo en cualquier momento y en cualquier lugar. Para esto, se evalúan factores como el transporte, preparación de los materiales, fuentes de energía utilizadas, desechos finales, cantidad de gente que participó, etc. Este tipo de evaluaciones son importantes para poder evaluar el impacto que generan estas actividades al ambiente antes, durante y después de su realización. La tendencia en la actualidad por parte de los organizadores de eventos desde grandes magnitudes como lo son conciertos hasta las pequeñas como una exposición es tratar de aminorar su impacto participando en fundaciones o donando dinero a bonos o proyectos dedicados a la reducción de CO₂. Esto mismo puede brindar un certificado al mismo evento de "Evento carbono neutral".
Existen también eventos que se realizan con temáticas u objetivos de reducción de carbono los cuales ayudan a neutralizar la emisión de otros eventos.

## Enfoque territorial
Un cálculo de la huella de carbono en un enfoque territorial es simplemente una evaluación de un área delimitada ya sea de manera geográfica o político-administrativa, un ejemplo de esto serían los estudios concentrados en regiones urbanas de una comunidad o país determinado. Este tipo de evaluaciones nos sirven para poder generar la emisión de zonas más grandes o generales como lo sería el impacto global.
Este tipo de cálculos también puede generarse por medio de fórmulas. Como ejemplo, existe una fórmula presentada en el documento Calculation Methodology for the National Footprint Accounts para poder calcula la huella de carbono de manera global. La fórmula es la siguiente:
{\displaystyle HdC={\frac {Pc(1-So)}{Yc}}*EQF}
En la cual PC es la producción anual de emisiones de CO2, SO es la fracción de emisiones antropogénicas (producidas por las actividades humanas, que es secuestrada por los océanos en un año), YC es la cantidad total de carbono absorbido por hectárea de bosque disponible, y EQF es un factor de equivalencia para el país, el año, y el tipo uso de tierra. La producción anual de emisiones PC es calculada adicionando mediante algún modelo matemático los varios factores que inciden en la producción de GEI, similar al modelo de la siguiente ecuación:
{\displaystyle HdC=\Sigma (XiYiFi)}
En la que Xi e Yi son factores de conversión y equivalencia que dependerán del tipo aplicación (HdC del producto, de una empresa, de un servicio, de una vivienda) y magnitud (local, regional, o de país) y de la influencia de la variable Fi (transporte en avión, o auto, uso de carbón o gas natural, emisiones directas o indirectas, kilómetros recorridos, entre muchos otros).

## Enfoques específicos por industria
En este enfoque evalúa el procedimiento y resultado de las producciones de materia prima, si fue eficiente, sustentable y cuanta contaminación o emisión de gases produce al final de la producción. Esto ayudara a crear alternativas o ventajas competitivas para que sea más eficiente el proceso de las materias primas y sean más sustentables.  

## Críticas
Los críticos con la idea de la huella de carbono sostienen que el objetivo original de promover el concepto de huella de carbono personal era desviar la responsabilidad de las corporaciones e instituciones hacia las elecciones personales de estilo de vida. Hay quien directamente sostiene que «fue y sigue siendo una farsa», orientada a hacer creer que individualmente se le puede dar solución a un problema global. Así, el 1% ha sido responsable de «más del doble» de la contaminación por carbono que generan los 3.100 millones de personas más pobres del planeta.
Por ejemplo, la empresa de combustibles fósiles BP había llevado a cabo una gran campaña publicitaria sobre la huella de carbono personal en 2005 que ayudó a popularizar este concepto. Según las voces críticas, esta estrategia, también empleada por otras importantes empresas de combustibles fósiles, trata de echar la culpa de las consecuencias negativas de esas industrias a decisiones individuales.